# Skype Technologies
Skype Technologies SA war ein Internettelefonie-Unternehmen mit Hauptsitz in Luxemburg und Büros in England und Estland. Erfolgreich entwickelte und betrieb es das Programm Skype und wurde so zum weltgrößten Anbieter für Internet-Telefonie. 2011 kaufte Microsoft Skype Technologies.
Im Geschäftsjahr 2004 erwirtschaftete Skype einen Umsatz von 7 Millionen Dollar. Im April 2010 hatte es weltweit 560 Millionen Nutzer.

## Firmengeschichte
Skype wurde im Jahr 2003 von Niklas Zennström und Janus Friis gegründet, die vorher durch die Musiktauschbörse Kazaa bekannt geworden waren.
Im September 2005 begannen Verhandlungen des Internet-Auktionshauses eBay zum Kauf von Skype. Am 14. Oktober 2005 war die Unternehmensübernahme offiziell. Der Kaufpreis betrug 4,1 Milliarden Dollar. Die Hälfte davon wurde in eBay-Aktien gezahlt. Hinzu kamen mögliche leistungsbezogene Zusatzzahlungen von rund 1,5 Milliarden Dollar, die in den Jahren 2008 oder 2009 fällig werden sollten. 
Skype blieb ein unabhängiges Unternehmen, sollte aber neue Geschäftsfelder mit eBay erschließen. Dazu gehörte sowohl Werbung als auch der Verkauf von Klingeltönen und eine Zusammenarbeit mit dem Bezahldienst PayPal, den eBay im Jahr 2002 für 1,5 Milliarden Dollar gekauft hatte.
Es wurde berichtet, dass Skype Verluste machte, und zwar zumindest 2007 und auch weiterhin in 2010 (7 Millionen Dollar). 
Am 10. Mai 2011 gab Microsoft bekannt, dass es Skype für 8,5 Milliarden US-Dollar übernehmen werde, was am 13. Oktober 2011 abgeschlossen war.